# Greeley Center
Greeley Center – wieś w Stanach Zjednoczonych, w stanie Nebraska, siedziba administracyjna hrabstwa Greeley.